# Bojkivske
Bojkivske (ukrajinsky Бойківське; rusky Бойковское – Bojkovskoje) je sídlo městského typu v Doněcké oblasti na Ukrajině. Leží zhruba 50 kilometrů severovýchodně od Mariupolu a 67 kilometrů jižně od Doněcka, správního střediska celé oblasti. V roce 2013 v něm žilo bezmála pět tisíc obyvatel. Od roku 2014 se Bojkivske nachází v části Doněcké oblasti kontrolované separatistickou Doněckou lidovou republikou.

## Dějiny
Sídlo bylo založeno německými mennonity v roce 1878 a do roku 1935 se nazývalo německy Ostheim (Остгейм – Osthejm). V roce 1935 bylo přejmenováno k poctě německého komunisty Ernsta Thälmanna.
Za druhé světové války bylo Telmanove obsazeno od 13. října 1941 německou armádou a 9. září 1943 dobyto zpět Rudou armádou. V roce 1951 sem byli bojkové přesídleni ze západní Ukrajiny.
Sídlem městského typu je Telmanove od roku 1971. V roce 2016 bylo v rámci dekomunizace Ukrajiny přejmenováno na Bojkivske.